# Partij van de Arbeid (Nederland)
De Partij van de Arbeid (afgekort: PvdA, in de volksmond ook P van de A genoemd) is een Nederlandse politieke partij en heeft een sociaaldemocratische signatuur.
De Partij van de Arbeid werd op 9 februari 1946 opgericht en is een fusie van drie partijen: de Sociaal-Democratische Arbeiderspartij, de Vrijzinnig-Democratische Bond en de Christelijk-Democratische Unie. De partij is sinds de oprichting onafgebroken vertegenwoordigd geweest in de Eerste en Tweede Kamer der Staten-Generaal en de partij heeft aan dertien kabinetten deelgenomen gedurende zeven aaneengesloten periodes. Wim Schermerhorn (1945-1946), Willem Drees (1948-1958), Joop den Uyl (1973-1977) en Wim Kok (1994-2002) waren minister-president namens de Partij van de Arbeid.
De partij zit sinds 2023 in de Eerste en Tweede Kamer in een gezamenlijke fractie met GroenLinks, onder de naam GroenLinks-PvdA. Ook op lokaal niveau werkt de partij sinds de jaren 70 samen met andere progressieve partijen.

## Geschiedenis

### Oprichting

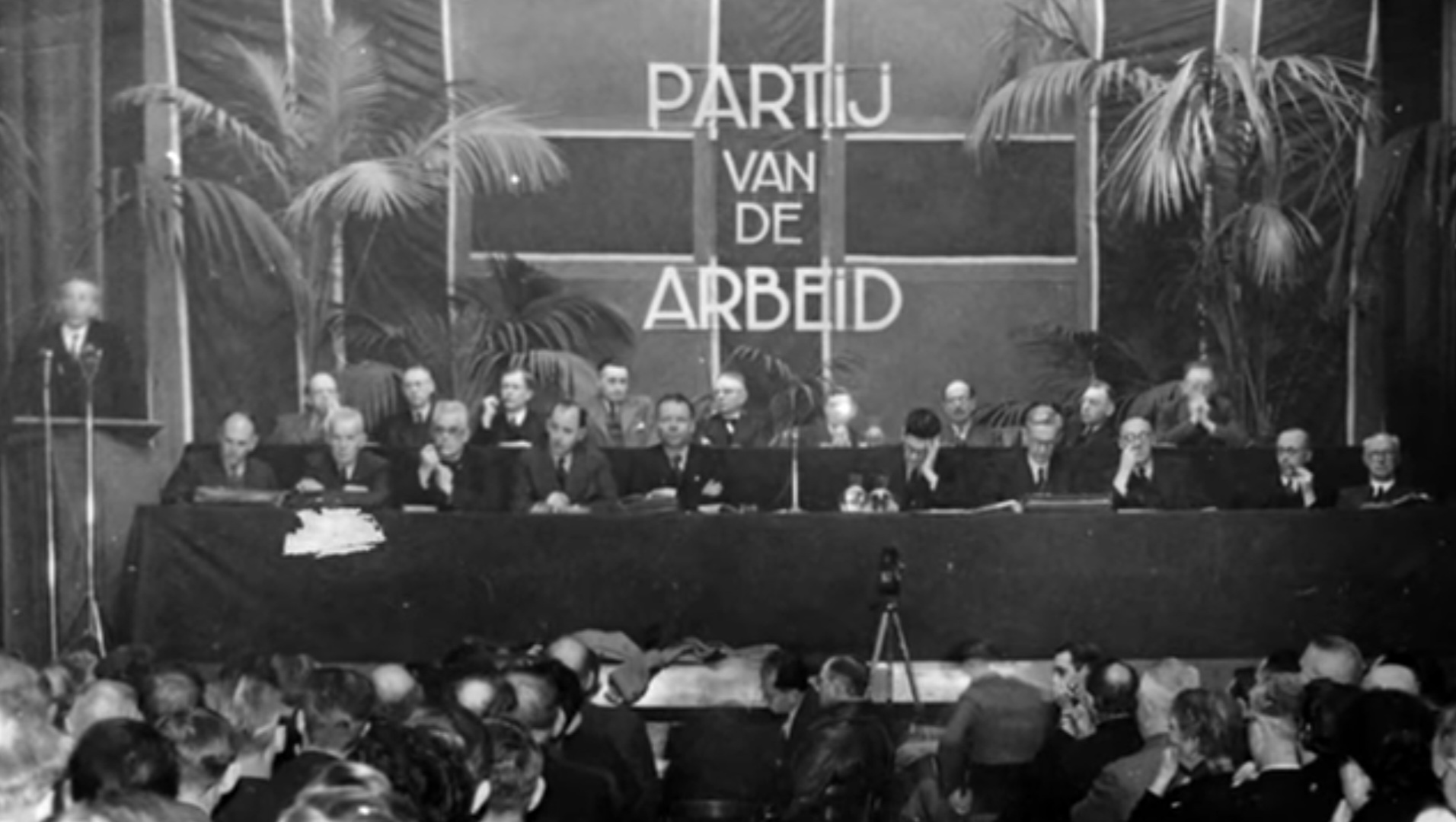
Oprichtingscongres van de PvdA in 1946

De Partij van de Arbeid werd op 9 februari 1946 opgericht als voortzetting van de vooroorlogse Sociaal-Democratische Arbeiderspartij (SDAP), de Vrijzinnig-Democratische Bond (VDB) en de Christelijk-Democratische Unie (CDU).
De PvdA wilde een 'doorbraakpartij' zijn: mensen moesten niet meer volgens 'scheidslijnen en verzuilde structuren van vóór 1940' kiezen op basis van sociale klasse of religie, maar nu op basis van 'gemeenschapszin en saamhorigheid van de Nederlandse bevolking'. Een gedachte die tijdens de Tweede Wereldoorlog was gevormd toen liberalen, sociaaldemocraten en christendemocraten in het verzet tegen de Duitse bezetting hadden samengewerkt.
Een aantal ontevreden SDAP'ers richtte op 11 mei 1946 als reactie op de vorming van de PvdA de Oude SDAP (OSDAP) op, die echter begin jaren 50 weer ter ziele ging. In de praktijk bleek de PvdA echter te links voor veel van de voormalige leden van de VDB die zich in 1947 verenigden in het Comité ter voorbereiding van een Democratische Volkspartij (Comité-Oud) onder leiding van Pieter Oud, met als gevolg de oprichting van de VVD in 1948.

### 1946-1965

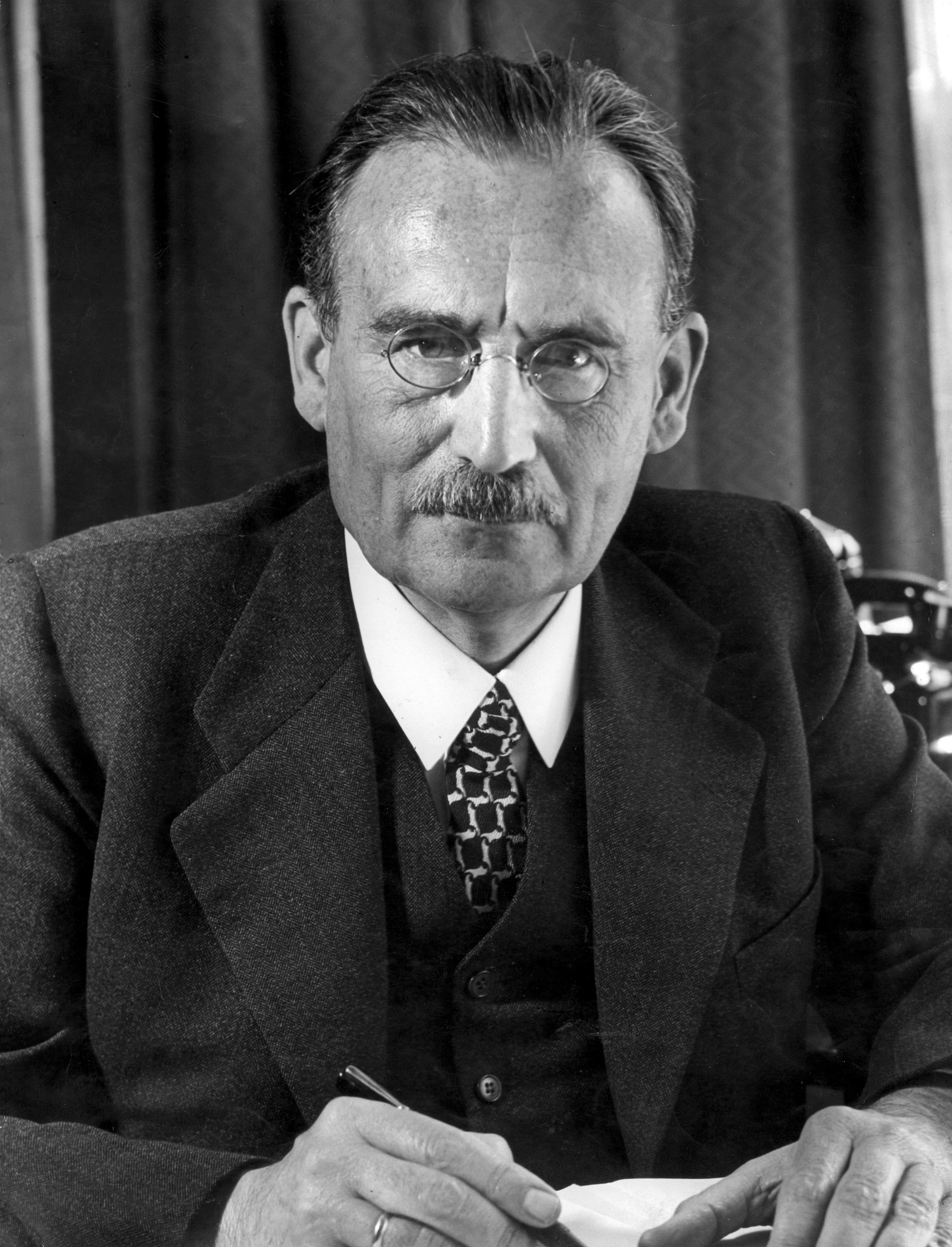
Willem Drees in 1947

In de periode 1946 tot en met 1958 vormde de PvdA samen met de KVP de zogenaamde 'brede-basiskabinetten' (rooms-rode coalitie). Vanaf 1948 bekleedde de sociaaldemocraat Willem Drees het premierschap. De kabinetten onder zijn leiding legden de basis voor de sociale voorzieningen van de verzorgingsstaat.
De populariteit van Drees was mateloos groot, maar in de kaders van de partij was er ook stevige kritiek op de politionele acties in Nederlands-Indië, op de regenteske stijl van de leiding en op het ontbreken van klassenstrijd. Het in 1955 heropgerichte Sociaal-Democratisch Centrum probeerde onder leiding van Sam de Wolff het interne debat hierover te voeren, en erkenning te krijgen als werkgemeenschap. Het partijbestuur onder voorzitterschap van Evert Vermeer wilde hier niet van weten, en dwong in 1959 De Wolff zijn Centrum op te heffen.
Na 1958 kwam de PvdA tot aan de vorming van het kabinet-Cals in 1965 in de oppositie terecht. Deze periode werd gekenmerkt door een terugloop in kiezers voor de partij.

### 1965-1989
Vanaf 1965 probeerde de beweging Nieuw Links de koers en de organisatie van de partij te wijzigen. Jongeren en vrouwen kregen een grotere rol in de organisatie en er kwam meer aandacht voor thema's als milieubescherming, feminisme en solidariteit met de derde wereld. De vernieuwing was tegen het zere been van een aantal prominenten, waaronder Willem Drees jr. die in 1970 DS'70 oprichtte.
Vanaf het einde van de jaren 1960 ontstond er een nauwe politieke samenwerking tussen progressieve partijen op zowel landelijk als lokaal niveau. Het groeiende verwantschap zorgde in 1969 voor de oprichting van het Progressief Akkoord (PAK), een samenwerking tussen PvdA, PSP en PPR. Later zouden ook nog CPN en D'66 deels zijdelings deelnemen aan deze samenwerking. 
Bij de Tweede Kamerverkiezingen op 28 april 1971 werd de PvdA de grootste partij van Nederland. 
De samenwerking met de andere progressieve partijen was de basis voor een gezamenlijk verkiezingsprogramma in 1972, onder de naam Keerpunt '72. De drie partijen vormden vervolgens samen met ARP en KVP het kabinet-Den Uyl. Na de verkiezingen van 1977 kwam de PvdA ondanks een winst van tien zetels echter weer in de oppositie terecht. De samenwerking tussen PvdA en CDA is tijdens het kabinet Den Uyl erg verslechterd (zowel inhoudelijk als persoonlijk). Dat heeft uiteindelijk geleid tot het kabinet Van Agt/Wiegel waarbij Den Uyl met lege handen aan de zijlijn bleef staan. De PvdA is hierover nog lang verbitterd geweest. Na verkiezingen in 1981 werd met CDA en D66 het tweede kabinet-Van Agt gevormd, maar dit was geen lang leven beschoren. Tot 1989 maakte de PvdA geen deel meer uit van de regering. In 1986 werd Joop den Uyl opgevolgd door oud-FNV-voorzitter Wim Kok als politiek leider.

### 1989-2002
Na de verkiezingen in september 1989 trad de PvdA toe tot het derde kabinet-Lubbers. Maatregelen om de WAO aan te pakken leidden in de zomer van 1991 tot een interne crisis, waarna partijvoorzitter Marjanne Sint opstapte. Ze werd opgevolgd door Felix Rottenberg.
Bij de Tweede Kamerverkiezingen 1994 leed de PvdA een verkiezingsnederlaag, maar werd ze tot ieders verrassing wel de grootste partij. De twee "paarse" kabinetten Kok-I en II van PvdA, VVD en D66 waren de eerste kabinetten sinds de invoering van het algemeen kiesrecht zonder confessionele partijen. De sociaalliberale koers stond internationaal bekend als de Derde Weg, en vond navolging bij de Britse regeringen onder leiding van Tony Blair en de Amerikaanse regeringen onder leiding van Bill Clinton. Tijdens deze regeerperioden werden progressieve wetten betreffende het homohuwelijk, euthanasie en de wet op winkelopeningstijden doorgevoerd.
De PvdA kreeg in die periode ook regelmatig het verwijt van teleurgestelde kiezers dat ze te veel naar het politieke midden opschoven. Wim Kok zei in december 1995 dat het afschudden van de ideologische veren ook bevrijdend zou kunnen werken.

### 2002-2012

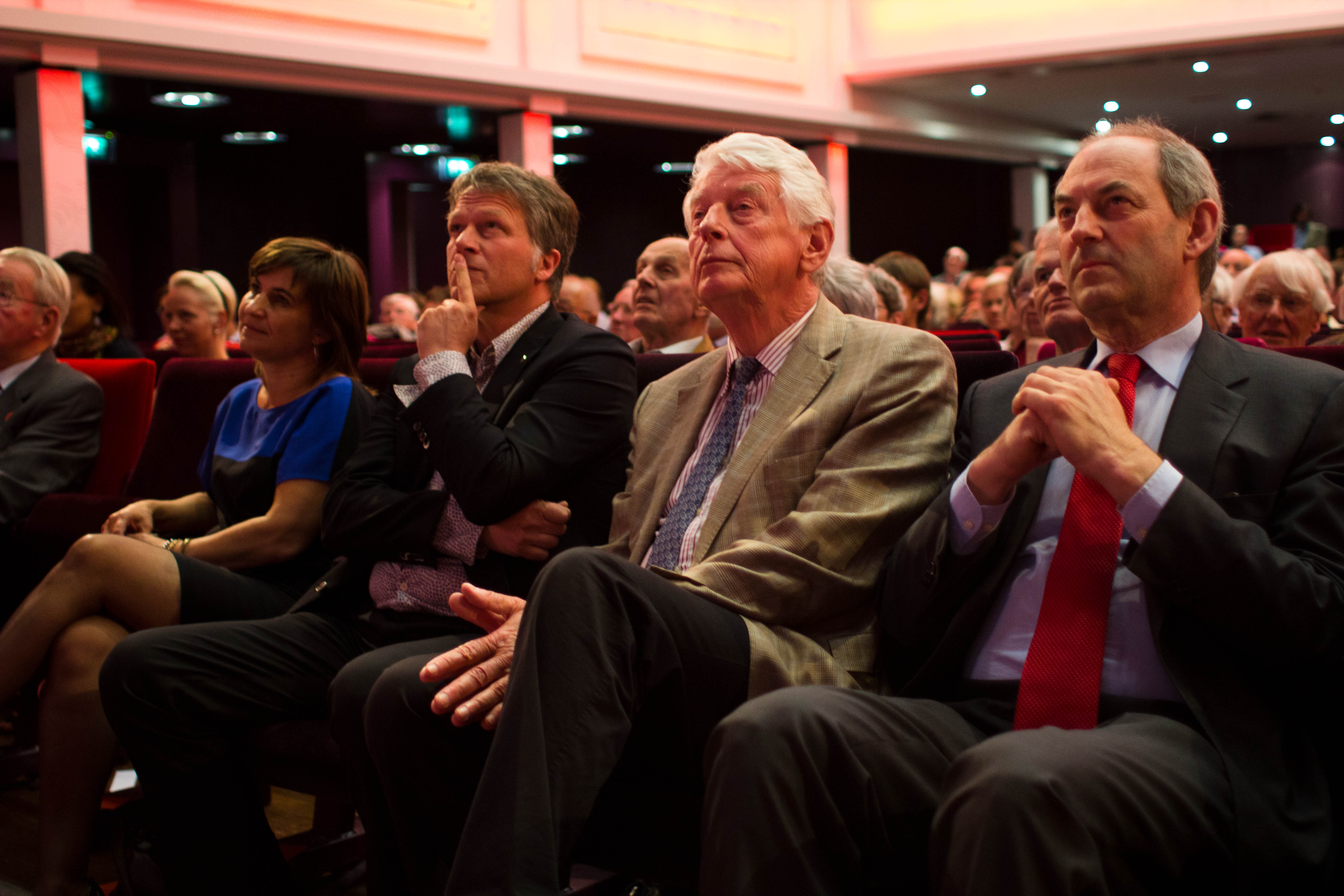
Vijfentwintig jaar PvdA-leiding naast elkaar: Wim Kok, Wouter Bos en Job Cohen (2011)

Een half jaar voor de verkiezingen van 15 mei 2002 leek er electoraal nog geen vuiltje aan de lucht, maar de snelle opkomst van Pim Fortuyn en een turbulente verkiezingscampagne leidde uiteindelijk tot de grootste verkiezingsnederlaag in de historie van de PvdA: de partij haalde 23 zetels. Zelfs vóór de vergroting van de kamer tot 150 zetels in 1956 was de PvdA-fractie nog nooit zo klein geweest. De beoogde opvolger van Kok, Ad Melkert, trad daags na de verkiezingen af als partijleider en vertrok enkele maanden later uit de Tweede Kamer.
In november 2002 kozen de leden van de partij Wouter Bos tot nieuwe lijsttrekker en partijleider in een intern referendum. Hij nam de leiding in de fractie over van interim-fractievoorzitter Jeltje van Nieuwenhoven. Onder Bos werd op 22 januari 2003 bijna het gehele geleden verlies van mei 2002 weer goedgemaakt. De PvdA werd met 42 zetels de tweede partij van Nederland, na het CDA met 44 zetels.
Na deze verkiezingen werden coalitie-onderhandelingen gevoerd tussen PvdA en CDA, maar die ketsten af, waarna CDA, VVD en D66 het kabinet-Balkenende II vormden. De PvdA bleef daarmee in de oppositie.
Na de aanvankelijke winst van drie jaar eerder leed de partij met lijsttrekker Wouter Bos bij de Tweede Kamerverkiezingen 2006 net als in 2002 opnieuw een groot electoraal verlies. Het verlies ging deze keer gepaard met een ongekend grote winst voor de SP. Hoewel prognoses enkele maanden eerder erop duidden dat de PvdA 50 à 55 zetels zou halen, kwam de partij uit op 33 zetels. Met CDA en ChristenUnie vormde de PvdA vervolgens het vierde kabinet-Balkenende. Daarop kwam de partij in een crisis terecht, waarbij op 25 april 2007 eerst voorzitter Michiel van Hulten wegens een verschil van mening over een rapport waarin de verkiezingsnederlaag werd geanalyseerd. Daarna trad ook het voltallige bestuur af. Voormalig partijvoorzitter Ruud Koole trad aan als voorzitter van een interimbestuur waarin ook Trude Maas-de Brouwer zitting nam. In september 2007 werd in een ledenraadpleging Lilianne Ploumen als nieuwe voorzitter gekozen. Zij versloeg zes medekandidaten, waaronder voormalig minister en Kamerlid Jan Pronk. Een jaar later werd de in februari 2007 aangestelde PvdA-minister Ella Vogelaar uit haar functie van Minister van Wonen, Wijken en Integratie ontheven nadat de PvdA-top het vertrouwen in haar had opgezegd. Op 20 februari 2010 stapte de PvdA uit het kabinet.
Voor de Europese Parlementsverkiezingen 2009 werd Thijs Berman gekozen tot lijsttrekker, hij versloeg oud-campagneleider Jacques Monasch, voormalig Tweede Kamerlid Kris Douma en oud-wethouder Hannah Belliot. Op 15 maart 2009 stemde het partijcongres in met de kandidatenlijst voor deze verkiezingen. Met 12,1% van de stemmen behaalde de Partij van de Arbeid 3 zetels in de Europees Parlement. Naar de oorzaak van de scherpe daling van het aantal zetels liep een intern onderzoek, onder leiding van Sharon Dijksma.
Bij de Tweede Kamerverkiezingen 2010 behaalde de PvdA 30 zetels. Eerder trad Wouter Bos af om meer tijd met zijn gezin door te brengen en schoof Job Cohen naar voren als lijsttrekker. Hij werd de enige kandidaat en als dusdanig gekozen tot lijsttrekker. De PvdA steeg in de peilingen van ongeveer 20 zetels onder Bos naar 34 zetels onder Cohen. Cohen werd een tijd lang zelfs de favoriete premierskandidaat van alle lijsttrekkers. Toen Cohen in enkele debatten op economisch gebied zwakker bleek dan verwacht, verschoof de opinie echter, omdat de economie een belangrijk punt in de campagne was. Desondanks bleef de partij het relatief goed doen in de peilingen. De PvdA werd echter niet de grootste partij; dit werd de VVD van Mark Rutte, met 31 zetels. Toen onderhandelingen voor een rechts kabinet mislukten, werd de mogelijkheid van een paars-pluskabinet (bestaande uit de 'oude' paarse partijen VVD, PvdA en D66 aangevuld met GroenLinks) onderzocht. Deze poging strandde ook door meerdere meningsverschillen. Rutte en Cohen concludeerden beiden dat de meningsverschillen te groot waren. Een poging tot een centrumrechts kabinet bestaande uit VVD en CDA met gedoogsteun van de PVV werd onderzocht en lukte. Hieruit volgde het kabinet-Rutte I, waarna de PvdA de grootste oppositiepartij werd.

### 2012-2016

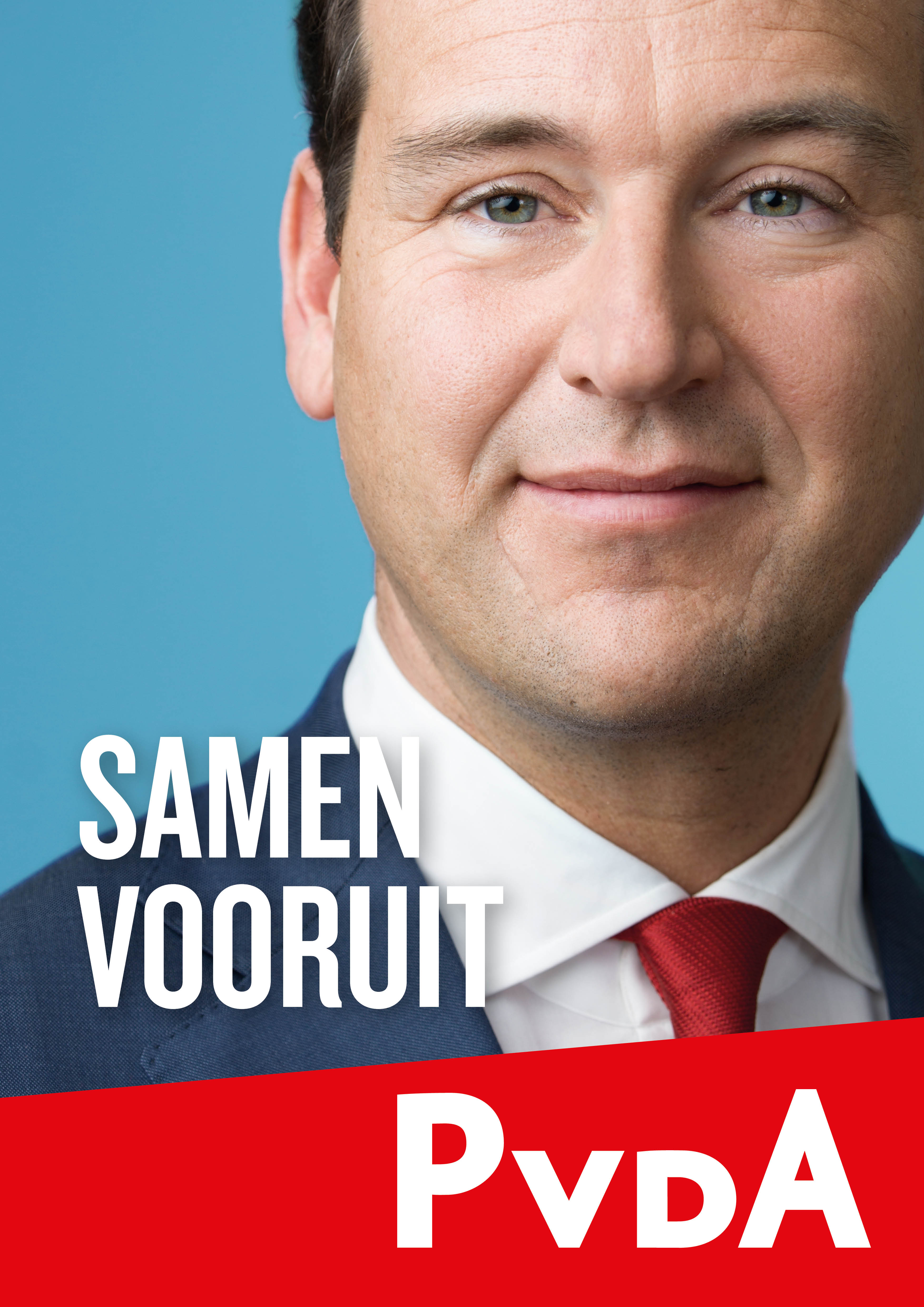
Verkiezingsposter 2017

Op 20 februari 2012 trad Job Cohen af als partijleider en fractievoorzitter van de PvdA. Na een partijleiderverkiezing werd Diederik Samsom als opvolger van Cohen gekozen. Samsom werd lijsttrekker voor de Tweede Kamerverkiezingen 2012. Bij deze verkiezingen won de PvdA 8 zetels, waardoor zij met 38 zetels in de Tweede Kamer terugkwam. Opnieuw werd de PvdA de tweede partij. Omdat VVD en PvdA samen een meerderheid in de Tweede Kamer verkregen, gingen op 21 september 2012 onderhandelingen onder leiding van informateurs Henk Kamp (VVD) en Wouter Bos (PvdA) van start. Namens de PvdA onderhandelen Diederik Samsom en Jeroen Dijsselbloem met Mark Rutte en Stef Blok (VVD). Nadat de onderhandelingen werden afgerond, en zowel de PvdA-fractie als het congres akkoord gingen, kon de PvdA toetreden tot het kabinet-Rutte II. PvdA-leider Samsom blijft fractievoorzitter in de Tweede Kamer. De Amsterdamse wethouder Lodewijk Asscher werd vicepremier en minister van Sociale Zaken en Werkgelegenheid. Op 13 november verloor de PvdA twee Kamerleden toen de Turkse fractieleden Tunahan Kuzu en Selçuk Öztürk zich afsplitsten vanwege de integratiekoers van minister Lodewijk Asscher. De PvdA is de partij met de meeste Turkse Nederlanders en net als Kuzu en Öztürk toonde Statenlid Bayram Erbisim uit Middelburg begrip voor de Turkse regering van Recep Erdogan om na de mislukte staatsgreep 80.000 mensen op te pakken en zou op diens AK-partij hebben gestemd. Als gevolg hiervan besloot de PvdA-fractie in de Zeeuwse gemeente Kapelle uit de gemeenteraad te stappen.

### 2016-2023
Op 8 december 2016 dreigde Marith Volp uit de PvdA-fractie te stappen als haar partij het indienen van een aangepaste PVV-motie over de ouderenzorg niet mede zou ondertekenen. De PvdA zou daarmee de enige Tweede Kamer-fractie zijn die de motie niet zou ondersteunen. Uiteindelijk zwichtte PvdA-fractieleider Diederik Samsom voor Volp en werd de motie ook door de PvdA ondertekend. Tot dan hanteerde de fractie het standpunt om onder geen enkele motie van de PVV een handtekening te zetten, omdat PVV-partijleider Geert Wilders in maart 2014 toegezegd had zich hard te maken voor minder Marokkanen in de stad Den Haag. In de motie werd het kabinet opgeroepen om voorwaarden op te stellen die ervoor zorgen dat de kwaliteit van de ouderenzorg gewoon goed is, een direct gevolg van een manifest over de ouderenzorg van sportjournalist Hugo Borst. Dat de motie door alle fracties in de Tweede Kamer ondertekend werd, was een unicum in de Nederlandse parlementaire geschiedenis.
In december 2016 vond er een ledenreferendum plaats over de lijsttrekker voor de Tweede Kamerverkiezingen 2017. Lodewijk Asscher won deze strijd ten koste van Diederik Samsom. Samsom trad daarop af als politiek leider, fractievoorzitter en Kamerlid. Vanaf 12 december 2016 werd de fractie in de Tweede Kamer geleid door Attje Kuiken.
De Tweede Kamerverkiezingen van 2017 verliepen desastreus voor de PvdA. Van de 38 zetels die de partij had gewonnen in de voorgaande verkiezingen bleven er 9 over. Dit verlies van 29 zetels is het grootste verlies uit de Nederlandse parlementaire geschiedenis. De negende zetel was bovendien verkregen door de lijstverbinding met GroenLinks. Sinds de verkiezingen van 2017 was Lodewijk Asscher de voorzitter van de Kamerfractie. Asscher trad op 14 januari 2021 af als lijsttrekker en fractievoorzitter vanwege de toeslagenaffaire, waarna hij opgevolgd werd door Lilianne Ploumen. Op 12 april 2022 maakte Ploumen bekend dat ze met onmiddellijke ingang terugtrad als fractievoorzitter en politiek leider, omdat ze naar eigen zeggen van mening was dat het leiderschap van de partij niet goed bij haar paste. Kuiken nam het fractievoorzitterschap over.
Tijdens de kabinetsformatie van 2021 hielden de PvdA en GroenLinks elkaar vast, en uiteindelijk belandden ze allebei in de oppositie. Ook is discussie over een fusie met die partij. 

### 2023-heden
PvdA en GroenLinks vormden na de Eerste Kamerverkiezingen 2023 een gezamenlijke fractie in de Eerste Kamer, onder leiding van GroenLinkser Paul Rosenmöller.
Na de val van het kabinet-Rutte IV in juli 2023 stemde een meerderheid van de leden van beide partijen voor het voorstel om met een gezamenlijke lijst mee te doen aan de vervroegde Tweede Kamerverkiezingen van 2023. Bij de lijsttrekkersverkiezing had de ruime meerderheid van de leden toenmalig Eurocommissaris van Klimaat Frans Timmermans gekozen om deze gedeelde lijst aan te voeren. Op 27 oktober 2023, aan het begin van het verkiezingsreces, zijn ook in de Tweede Kamer de fracties van de twee partijen samengegaan.
De gezamenlijke lijst behaalde 25 zetels en vormde één Tweede Kamerfractie: GroenLinks-PvdA. De alliantie kwam niet in de nieuwe regering en werd veroordeeld tot de oppositie. Op 2 juli 2024 werd het kabinet-Schoof beëdigd, waartegen Timmermans oppositie ging voeren.
Na de val van kabinet-Schoof werden er tussen 5 en 12 juni 2025 referenda georganiseerd over opnieuw een gezamenlijke lijst voor de Tweede Kamerverkiezingen van 2025 en over een fusie in 2026. Beide voorstellen kregen een meerderheid van de stemmen en gingen daarmee door. Bij PvdA was er een opkomst van 58,5%, waarvan 93,7% voor een gezamenlijke deelname aan de verkiezingen stemde en 88,0% voor de oprichting van een nieuwe partij.

## Organisatie

### Bestuur
Het partijbestuur wordt om de twee jaar verkozen. Het huidige bestuur is in functie sinds juni 2018.
- Esther-Mirjam Sent (partijvoorzitter)
- Jopie Nooren (vicevoorzitter)
- John Hofmeijer (penningmeester)
- Ties Huis in 't Veld (internationaal secretaris)
- Marinka Mulder
- Roos Vermeij
- Stijn Jansen
- Peter Kerris
- Alptekin Akdoğan
- Nadir Baali

### Vrouwen, jongeren en ouderen

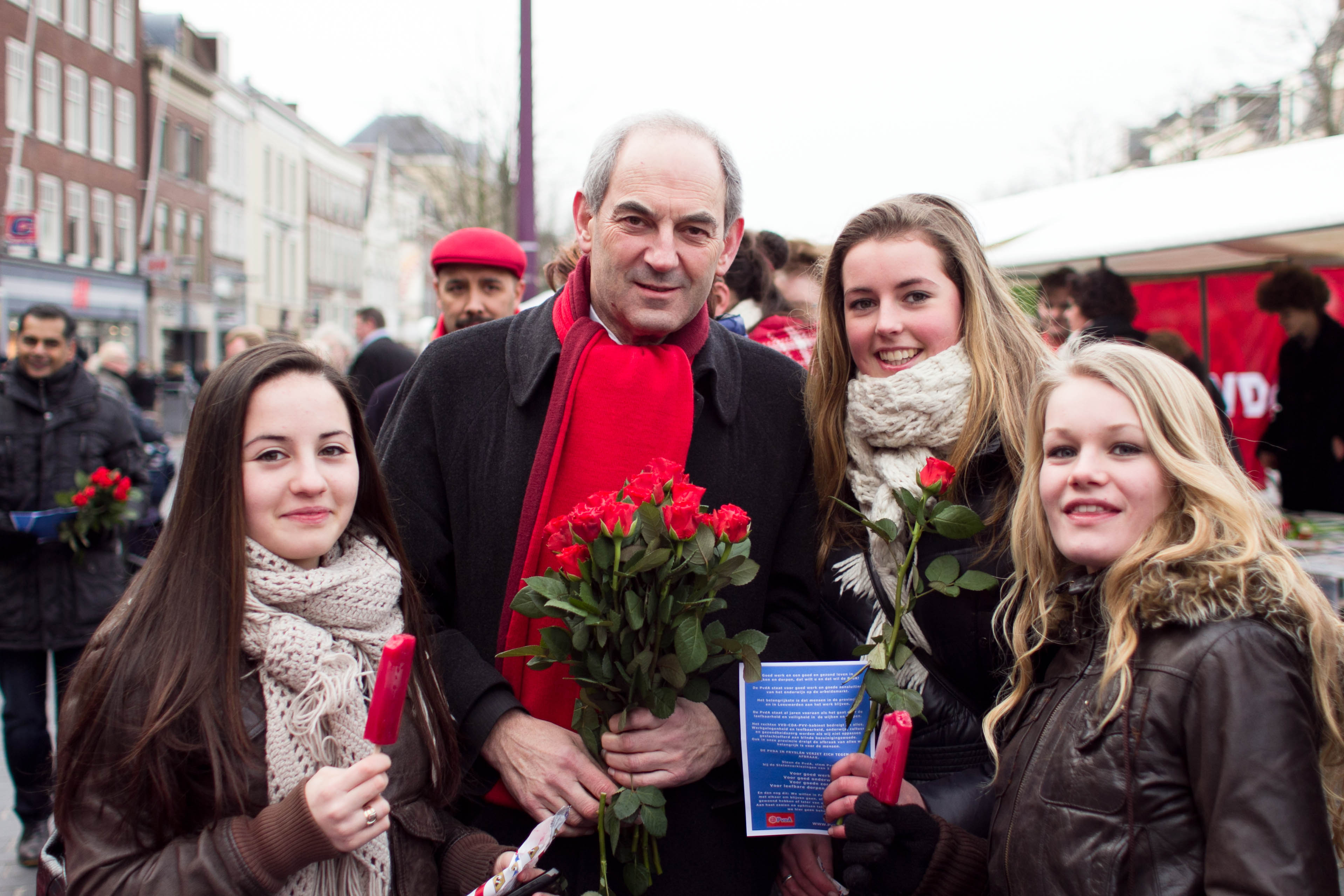
Job Cohen deelt rode rozen uit tijdens de campagne voor de Provinciale Statenverkiezingen 2011 in Leeuwarden

In 1995 werd de vrouwenorganisatie Rooie Vrouwen in de PvdA in de partij geïntegreerd, in eerste instantie onder de naam Rosa-vrouwen-project. Vanaf 2000 werd dit het PvdA-Vrouwennetwerk (PVN). Samenwerking met vrouwen uit andere partijen is gebundeld in het Politiek Vrouwen Overleg (PVO). Een andere vrouwenactiviteit van de Partij van de Arbeid is het Multi Etnisch Vrouwennetwerk (MEV).
De Jonge Socialisten in de PvdA (JS) is de politieke jongerenorganisatie die is verbonden met de PvdA.
Voor ouderen is er de Landelijke Adviesgroep Ouderen (LAO).

### Internationaal
De delegatie van de PvdA in het Europees Parlement maakt deel uit van de fractie van de Socialisten en Democraten (S&D). In Europa werkt de PvdA samen binnen de Partij van de Europese Sociaaldemocraten (PES), die in 1992 in Den Haag werd opgericht. Dit is een samenwerkingsverband van bijna alle Europese sociaaldemocratische partijen (ook buiten de Europese Unie). De Partij van de Arbeid maakt daarnaast deel uit van de Progressive Alliance, een mondiaal netwerk van sociaaldemocratische en progressieve partijen. Voor de oprichting van deze organisatie in 2013 was de partij lid van de Socialistische Internationale (SI), die de PvdA heeft verlaten omdat die het democratiseren en politiek relevanter maken van de SI onmogelijk achtte.
Neveninstellingen van de PvdA waren de Alfred Mozer Stichting (AMS), ter ondersteuning van zusterpartijen in Oost-Europa en de Evert Vermeer Stichting (EVS), gericht op internationale samenwerking. In juni 2013 zijn deze stichtingen gefuseerd tot de Foundation Max van der Stoel.
De PvdA is medeoprichter van het Nederlands Instituut voor Meerpartijendemocratie, een organisatie van zeven Nederlandse politieke partijen die democratiseringswerk steunt in 17 landen.

### Wetenschappelijk bureau
Het wetenschappelijk bureau van de PvdA is de Wiardi Beckman Stichting. De stichting stelt zich ten doel een brug te vormen tussen wetenschap en de sociaaldemocratie. Zij is vernoemd naar Herman Bernard (Stuuf) Wiardi Beckman, een voormalig lid van de Eerste Kamer, die in de Tweede Wereldoorlog omkwam. Dit wetenschappelijk bureau heeft onder andere als initiatief de WBS Werkplaats. De WBS wordt geleid door Klara Boonstra.

### Leden
Vanwege een beveiligingsprobleem met de MediaWiki Graph-software is het momenteel niet mogelijk deze grafiek weer te geven. Zodra de software is bijgewerkt zal de grafiek vanzelf weer zichtbaar worden.
| Jaar | Aantal leden | Jaar | Aantal leden | Jaar | Aantal leden | Jaar | Aantal leden |
| ---- | ------------ | ---- | ------------ | ---- | ------------ | ---- | ------------ |
| 1946 | 114.558      | 1966 | 134.476      | 1986 | 103.760      | 2006 | 61.913       |
| 1947 | 108.813      | 1967 | 130.960      | 1987 | 101.019      | 2007 | 62.846       |
| 1948 | 117.244      | 1968 | 116.736      | 1988 | 96.722       | 2008 | 59.327       |
| 1949 | 109.608      | 1969 | 107.005      | 1989 | 96.600       | 2009 | 56.507       |
| 1950 | 105.609      | 1970 | 98.671       | 1990 | 91.784       | 2010 | 54.504       |
| 1951 | 111.885      | 1971 | 96.337       | 1991 | 79.059       | 2011 | 55.723       |
| 1952 | 111.351      | 1972 | 94.229       | 1992 | 73.807       | 2012 | 54.279       |
| 1953 | 112.823      | 1973 | 97.787       | 1993 | 69.464       | 2013 | 55.564       |
| 1954 | 119.561      | 1974 | 103.140      | 1994 | 68.053       | 2014 | 52.317       |
| 1955 | 124.641      | 1975 | 100.524      | 1995 | 64.523       | 2015 | 49.155       |
| 1956 | 142.140      | 1976 | 95.548       | 1996 | 60.907       | 2016 | 46.045       |
| 1957 | 142.849      | 1977 | 109.659      | 1997 | 61.720       | 2017 | 46.162       |
| 1958 | 137.778      | 1978 | 121.274      | 1998 | 61.600       | 2018 | 45.040       |
| 1959 | 147.047      | 1979 | 118.522      | 1999 | 60.621       | 2019 | 42.416       |
| 1960 | 142.853      | 1980 | 112.929      | 2000 | 57.374       | 2020 | 41.078       |
| 1961 | 138.829      | 1981 | 109.557      | 2001 | 58.426       | 2021 | 40.953       |
| 1962 | 139.375      | 1982 | 105.486      | 2002 | 57.374       | 2022 | 40.540       |
| 1963 | 138.567      | 1983 | 101.724      | 2003 | 60.062       | 2023 | 39.536       |
| 1964 | 142.426      | 1984 | 99.347       | 2004 | 61.935       | 2024 | 43.675       |
| 1965 | 140.389      | 1985 | 100.979      | 2005 | 61.111       | 2025 | 47.869       |

Bron: PvdA - ledentallen (Documentatiecentrum Nederlandse Politieke Partijen)
Het ledenblad van de PvdA heet Rood. De Wiardi Beckman Stichting geeft daarnaast het blad Socialisme & Democratie uit.

### Electoraat
Uit de peilingen van Maurice de Hond van de Tweede Kamerverkiezingen uit 2006 kwam naar voren dat de kiezers gelijk verdeeld zijn over de inkomensgroepen: lage inkomens 33%, middeninkomens 35% en hoge inkomens 32%. De aanhang concentreert zich in de grote steden, in enkele middelgrote steden (waaronder Nijmegen) en in de drie noordelijke provincies. De gemeente waar de PvdA bij de Tweede Kamerverkiezingen van 2010 procentueel de meeste stemmen haalde, was Amsterdam (35,20%). Minder aanhang heeft zij in Noord-Brabant en Limburg.

## Standpunten

### Voorgeschiedenis
De PvdA, voortgekomen uit onder andere de SDAP, bouwde in haar beginselen voort op het laatste beginselprogramma van de SDAP. Met het beginselprogramma van 1937 had deze partij haar laatste marxistische standpunten losgelaten om zich om te vormen tot een volkspartij in plaats van arbeiderspartij. Dit hield ook in dat het materialisme als filosofie werd verlaten om zo christenen en de middenstand aan te trekken. Men kan dus enerzijds stellen dat de partij haar beginselen toegankelijker had gemaakt. Anderzijds was het programma juist radicaler: in vorige programma's stonden vooral verbeteringen voor de arbeidersklasse voorop, terwijl het programma van 1937 ten doel stelde 'fundamentele wijzigingen aan de orde te stellen, die in het kapitalistisch bestel moeten worden aangebracht.' Na de Tweede Wereldoorlog werd het door de verbreding mogelijk om samen met de VDB en de CDU een nieuwe partij op te richten, die zich overigens nog sterk met het socialisme zou identificeren.

### 1947
Het eerste beginselprogramma van de PvdA, uit 1947, noemde als doelstelling ‘een democratisch-socialistische maatschappij’, waaronder zij verstond:
1. Een samenleving op de grondslag van geestelijke en staatkundige vrijheid, doordrongen van de eerbiediging van de medemens, en gekenmerkt door een democratische gezindheid in het gehele volksleven, die de opbloei van het persoonlijk en gemeenschapsleven mogelijk maakt;
2. Een economisch bestel waarin de behoeftenvoorziening der gemeenschap door bijzondere organen wordt geleid, de belangrijkste productiemiddelen van industrie, bankwezen en transport zijn gesocialiseerd, en voor het overige door beperking van de beschikkingsmacht de euvelen van het particulier bezit zijn opgeheven;
3. Een maatschappelijke structuur met een eigen verantwoordelijkheid voor alle organen, en gelijke sociale ontwikkelingskansen voor iedereen; met een rechtsorde van de arbeid, waardoor aan iedereen bestaanszekerheid is gewaarborgd, iedereen medeverantwoordelijkheid draagt overeenkomstig zijn plaats in het geheel, en het gehele volk toegang heeft tot de materiële en geestelijke rijkdommen van de gemeenschap.[23]

Men kan zien, dat het eerstgenoemde punt, zij het in heel ander taalgebruik, nog volledig herkenbaar is in het beginselprogram van 2005; het tweede genoemde punt in 2005 geheel vervallen blijkt (maar in 1977 deels nog gold); en van het derde genoemde punt nog slechts enkele onderdelen, min of meer, genoemd worden in 2005.

### 1977
In de jaren 1970 verloor de oude garde binnen de PvdA haar invloed en begon Nieuw Links de partij te vernieuwen. Het nieuwe beginselprogramma verscheen op het hoogtepunt van optimisme binnen de PvdA, tijdens het laatste jaar van kabinet-Den Uyl. Nieuwe punten in het programma richtte zich op vrouwenemancipatie en solidariteit met de Derde Wereld. Gelijkheid tussen mensen en landen werd benadrukt, alhoewel deze verwoording volgens sommigen een liberale connotatie had. Geheel duidelijk werd het uit het programma niet of er gelijke kansen, gelijke rechten, gelijke resultaten, gelijke beloning of gelijke waardering bedoeld werd.
Er zat echter ook continuïteit in de beginselprogramma's tussen 1947 en 1977. Het beginselprogramma van 1977 bepleitte bijvoorbeeld de volgende punten, die later in 2005 echter zouden ontbreken:
- De socialisatie van belangrijke industrieën, banken en verzekeringsmaatschappijen;
- Het streven naar een gekozen staatshoofd en daarmee de afschaffing van de monarchie in Nederland (Deel II, Artikel 4 beginselprogramma 1977).[25][26]

Alhoewel het republikeinse beginsel verdween in 2005, bevestigde een rapport uit 2011 wel dat de partij 'republikeins is en blijft'. De PvdA accepteert echter nu het maatschappelijk 'verbindend' belang in het koningschap en streeft derhalve naar modernisering ervan. Men kan dit zien als een terugkeer naar een ouder idee uit de SDAP, die in 1934 besloot dat het actief naar een republiek toewerken niet langer 'een strijdpunt' was.

### 2005
De Partij van de Arbeid werd in een nieuw beginselprogramma in 2005 bestempeld als een progressieve en sociaaldemocratische politieke partij. Het Beginselmanifest van de PvdA uit 2005 spreekt van de volgende 'idealen':
- Vrijheid;
- Democratie, (dus) democratische verantwoording;
- Rechtvaardigheid;
- Solidariteit;
- Het recht op een fatsoenlijk bestaan dat volwaardige participatie in de maatschappij mogelijk maakt;
- Respecteren van mensenrechten, (dus) geen discriminatie;
- Redelijke verdeling van inkomen en macht, (dus) geen armoede;
- Geen uitputting of vervuiling van natuur en milieu, (dus) zorgen voor ecologische duurzaamheid;
- Internationale samenwerking.[30]

## Volksvertegenwoordiging

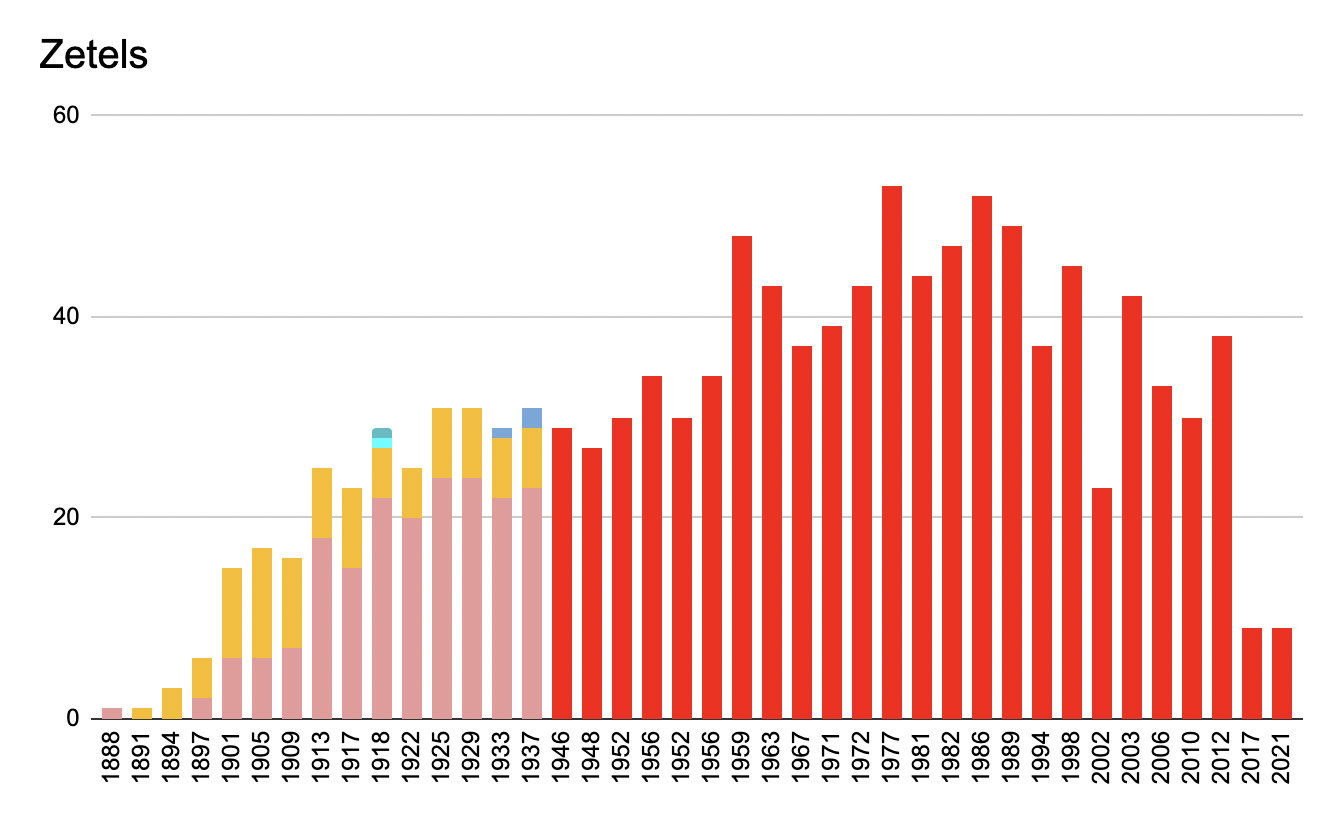
Historisch zetelaantal PvdA, inclusief voorgaande partijen vanaf 1888. Voor 1959 bestond de Tweede Kamer uit 100 zetels
PvdA
SDAP en SDB
VDB en RB
CDU, CSP en CDF

### Tweede Kamer
| Verkiezingsjaar | Partijleider     | Kandidatenlijst | Aantal stemmen | % van de stemmers | Aantal behaalde zetels | Kabinetsdeelname             | Opmerking                          |
| --------------- | ---------------- | --------------- | -------------- | ----------------- | ---------------------- | ---------------------------- | ---------------------------------- |
| 1946            | Willem Drees     | Kandidatenlijst | 1.347.940      | 28,31%            | 29 / 100               | Beel I                       |                                    |
| 1948            | Willem Drees     | Kandidatenlijst | 1.263.058      | 25,60%            | 27 / 100               | Drees-Van Schaik (1948-1951) |                                    |
| 1948            | Willem Drees     | Kandidatenlijst | 1.263.058      | 25,60%            | 27 / 100               | Drees I (1951-1952)          |                                    |
| 1952            | Willem Drees     | Kandidatenlijst | 1.545.867      | 28,97%            | 30 / 100               | Drees II                     |                                    |
| 1956            | Willem Drees     | Kandidatenlijst | 1.872.209      | 32,69%            | 34 / 100               | Drees III (1956-1958)        |                                    |
| 1956            | Willem Drees     | Kandidatenlijst | 1.872.209      | 32,69%            | 34 / 100               | – (1958-1959)                |                                    |
| 1959            | Jaap Burger      | Kandidatenlijst | 1.821.285      | 30,36%            | 48 / 150               | –                            |                                    |
| 1963            | Anne Vondeling   | Kandidatenlijst | 1.753.025      | 28,01%            | 43 / 150               | – (1963-1965)                |                                    |
| 1963            | Anne Vondeling   | Kandidatenlijst | 1.753.025      | 28,01%            | 43 / 150               | Cals (1965-1966)             |                                    |
| 1963            | Anne Vondeling   | Kandidatenlijst | 1.753.025      | 28,01%            | 43 / 150               | – (1966-1967)                |                                    |
| 1967            | Joop den Uyl     | Kandidatenlijst | 1.620.112      | 23,55%            | 37 / 150               | –                            |                                    |
| 1971            | Joop den Uyl     | Kandidatenlijst | 1.554.280      | 24,60%            | 39 / 150               | –                            |                                    |
| 1972            | Joop den Uyl     | Kandidatenlijst | 2.021.454      | 27,34%            | 43 / 150               | Den Uyl                      |                                    |
| 1977            | Joop den Uyl     | Kandidatenlijst | 2.813.793      | 33,83%            | 53 / 150               | –                            |                                    |
| 1981            | Joop den Uyl     | Kandidatenlijst | 2.458.452      | 28,29%            | 44 / 150               | Van Agt II (1981-1982)       |                                    |
| 1981            | Joop den Uyl     | Kandidatenlijst | 2.458.452      | 28,29%            | 44 / 150               | – (1982)                     |                                    |
| 1982            | Joop den Uyl     | Kandidatenlijst | 2.503.517      | 30,40%            | 47 / 150               | –                            |                                    |
| 1986            | Joop den Uyl     | Kandidatenlijst | 3.051.678      | 33,27%            | 52 / 150               | –                            |                                    |
| 1989            | Wim Kok          | Kandidatenlijst | 2.835.251      | 31,88%            | 49 / 150               | Lubbers III                  |                                    |
| 1994            | Wim Kok          | Kandidatenlijst | 2.153.135      | 23,97%            | 37 / 150               | Kok I                        |                                    |
| 1998            | Wim Kok          | Kandidatenlijst | 2.494.555      | 28,98%            | 45 / 150               | Kok II                       |                                    |
| 2002            | Ad Melkert       | Kandidatenlijst | 1.436.023      | 15,11%            | 23 / 150               | –                            |                                    |
| 2003            | Wouter Bos       | Kandidatenlijst | 2.631.363      | 27,26%            | 42 / 150               | –                            |                                    |
| 2006            | Wouter Bos       | Kandidatenlijst | 2.085.077      | 21,19%            | 33 / 150               | Balkenende IV (2007-2010)    |                                    |
| 2006            | Wouter Bos       | Kandidatenlijst | 2.085.077      | 21,19%            | 33 / 150               | – (2010)                     |                                    |
| 2010            | Job Cohen        | Kandidatenlijst | 1.848.805      | 19,63%            | 30 / 150               | –                            |                                    |
| 2012            | Diederik Samsom  | Kandidatenlijst | 2.340.750      | 24,84%            | 38 / 150               | Rutte II                     |                                    |
| 2017            | Lodewijk Asscher | Kandidatenlijst | 599.699        | 5,70%             | 9 / 150                | –                            |                                    |
| 2021            | Lilianne Ploumen | Kandidatenlijst | 597.192        | 5,73%             | 9 / 150                | –                            |                                    |
| 2023            | Frans Timmermans | Kandidatenlijst | 1.643.073      | 15,75%            | 25 / 150               | –                            | Gezamenlijke lijst met GroenLinks. |

Sinds 27 oktober 2023 zit de Partij van de Arbeid in een gezamenlijke Tweede Kamerfractie met GroenLinks.

### Eerste Kamer
| Verkiezingsjaar | Aantal stemmen | % van de stemmen | Aantal behaalde zetels |
| --------------- | -------------- | ---------------- | ---------------------- |
| 1946            | -              | -                | 14 / 50                |
| 1948            | -              | -                | 14 / 50                |
| 1951            | -              | -                | 14 / 50                |
| 1952            | -              | -                | 14 / 50                |
| 1955            | -              | -                | 14 / 50                |
| 1956            | -              | -                | 15 / 50                |
| 1960            | -              | -                | 23 / 75                |
| 1963            | -              | -                | 25 / 75                |
| 1966            | -              | -                | 22 / 75                |
| 1969            | -              | -                | 20 / 75                |
| 1971            | -              | -                | 18 / 75                |
| 1974            | -              | -                | 21 / 75                |
| 1977            | -              | -                | 25 / 75                |
| 1980            | -              | -                | 26 / 75                |
| 1981            | -              | -                | 28 / 75                |
| 1983            | -              | -                | 17 / 75                |
| 1986            | -              | -                | 17 / 75                |
| 1987            | -              | -                | 26 / 75                |
| 1991            | -              | -                | 16 / 75                |
| 1995            | -              | -                | 14 / 75                |
| 1999            | 30.976         | 19,66%           | 15 / 75                |
| 2003            | 40.613         | 25,1%            | 19 / 75                |
| 2007            | 31.032         | 19,03%           | 14 / 75                |
| 2011            | 30.078         | 18,11%           | 14 / 75                |
| 2015            | 17.651         | 10,45%           | 8 / 75                 |
| 2019            | 14.921         | 8,62%            | 6 / 75                 |
| 2023            | 15.862         | 8,86%            | 7 / 75                 |

Sinds de Eerste Kamerverkiezingen van 2023 zit de Partij van de Arbeid in een gezamenlijke Eerste Kamerfractie met GroenLinks.

### Europees Parlement
| Verkiezingsjaar | Lijsttrekker              | Kandidatenlijst | Aantal stemmen | % van de stemmers | Aantal behaalde zetels | Opmerking                          |
| --------------- | ------------------------- | --------------- | -------------- | ----------------- | ---------------------- | ---------------------------------- |
| 1979            | Anne Vondeling            | Kandidatenlijst | 1.722.240      | 30,39%            | 9 / 25                 |                                    |
| 1984            | Piet Dankert              | Kandidatenlijst | 1.785.165      | 33,70%            | 9 / 25                 |                                    |
| 1989            | Piet Dankert              | Kandidatenlijst | 1.609.626      | 30,70%            | 8 / 25                 |                                    |
| 1994            | Hedy d'Ancona             | Kandidatenlijst | 945.869        | 22,88%            | 8 / 31                 |                                    |
| 1999            | Max van den Berg          | Kandidatenlijst | 712.929        | 20,11%            | 6 / 31                 |                                    |
| 2004            | Max van den Berg          | Kandidatenlijst | 1.124.549      | 23,60%            | 7 / 27                 |                                    |
| 2009            | Thijs Berman              | Kandidatenlijst | 548.691        | 12,05%            | 3 / 25 - 3 / 26        |                                    |
| 2014            | Paul Tang                 | Kandidatenlijst | 446.763        | 9,40%             | 3 / 26                 |                                    |
| 2019            | Frans Timmermans          | Kandidatenlijst | 1.045.274      | 19,01%            | 6 / 26 - 6 / 29        |                                    |
| 2024            | Bas Eickhout (GroenLinks) | Kandidatenlijst | 1.314.428      | 21,09%            | 8 / 31                 | Gezamenlijke lijst met GroenLinks. |

De PvdA is aangesloten bij de Partij van de Europese Sociaaldemocraten (PES) en de Progressieve Alliantie van Socialisten en Democraten (S&D).

#### Europese Commissie
De volgende leden van de PvdA zijn lid geweest van de Europese Commissie:
- Sicco Mansholt (1958-1972 Landbouw, 1972-1973 Voorzitter van de Europese Commissie)
- Henk Vredeling (1977-1981 Sociale Zaken en Werkgelegenheid)
- Frans Timmermans (2014-2019: eerste vicevoorzitter en Betere Regelgeving, Interinstitutionele Betrekkingen, Rechtsstatelijkheid en het Handvest van de grondrechten, 2019-2023: uitvoerend vicevoorzitter en Europese Green Deal)

### Provincies
| Provincie     | Zetels 1991 | Zetels 1995 | Zetels 1999 | Zetels 2003 | Zetels 2007 | Zetels 2011 | Zetels 2015 | Zetels 2019 | Zetels 2023               |
| ------------- | ----------- | ----------- | ----------- | ----------- | ----------- | ----------- | ----------- | ----------- | ------------------------- |
| Groningen     | 17 van 55   | 16 van 55   | 17 van 55   | 20 van 55   | 12 van 43   | 12 van 43   | 6 van 43    | 5 van 43    | 5 van 43                  |
| Friesland     | 16 van 55   | 14 van 55   | 14 van 55   | 15 van 55   | 12 van 43   | 11 van 43   | 7 van 43    | 6 van 43    | 5 van 43                  |
| Drenthe       | 17 van 51   | 11 van 51   | 15 van 51   | 19 van 51   | 13 van 41   | 12 van 41   | 7 van 41    | 6 van 41    | 4 van 43                  |
| Overijssel    | 13 van 63   | 11 van 63   | 12 van 63   | 15 van 63   | 9 van 47    | 9 van 47    | 5 van 47    | 4 van 47    | 3 van 47                  |
| Flevoland     | 8 van 43    | 7 van 43    | 8 van 47    | 12 van 47   | 7 van 39    | 6 van 39    | 3 van 41    | 3 van 41    | 3 van 41                  |
| Gelderland    | 15 van 75   | 13 van 75   | 14 van 75   | 18 van 75   | 10 van 53   | 9 van 55    | 6 van 55    | 5 van 55    | 5 van 55                  |
| Utrecht       | 10 van 63   | 9 van 63    | 10 van 63   | 14 van 63   | 8 van 47    | 7 van 47    | 5 van 49    | 4 van 49    | 3 van 49                  |
| Noord-Holland | 17 van 79   | 16 van 79   | 16 van 79   | 24 van 83   | 11 van 55   | 11 van 55   | 7 van 55    | 6 van 55    | 7 van 55                  |
| Zuid-Holland  | 18 van 83   | 14 van 83   | 16 van 83   | 20 van 83   | 10 van 55   | 10 van 55   | 5 van 55    | 4 van 55    | 4 van 55                  |
| Zeeland       | 9 van 47    | 8 van 47    | 8 van 47    | 10 van 47   | 6 van 39    | 7 van 39    | 4 van 39    | 4 van 39    | 6 van 39 (i.s.m. GL)      |
| Noord-Brabant | 14 van 79   | 11 van 79   | 14 van 79   | 17 van 79   | 8 van 55    | 7 van 55    | 4 van 55    | 3 van 55    | 4 van 55                  |
| Limburg       | 12 van 63   | 9 van 63    | 10 van 63   | 14 van 63   | 8 van 47    | 6 van 47    | 4 van 47    | 3 van 47    | 3 van 47                  |
| Nederland     | 166 van 756 | 142 van 756 | 154 van 760 | 198 van 764 | 114 van 564 | 107 van 566 | 63 van 570  | 53 van 570  | 46 van 572 (52 i.s.m. GL) |

Gedeputeerden
- Groningen - 1 van de 6 leden
- Friesland - 1 van de 5 leden
- Drenthe - 1 van de 5 leden
- Flevoland - 1 van de 5 leden
- Gelderland - 1 van de 6 leden
- Utrecht - 1 van de 5 leden
- Noord-Holland - 2 van de 6 leden
- Zuid-Holland - 1 van de 6 leden
- Zeeland - 1 van de 4 leden
- Noord-Brabant - 0 van de 6 leden
- Limburg - 0 van de 6 leden
- Overijssel - 1 van de 5 leden

In Limburg vormen zes gedeputeerden op eigen titel een extra-parlementair college en zijn derhalve niet opgenomen in bovenstaande tabel. De gedeputeerden zijn afkomstig uit: CDA, VVD, FVD, PVV, GL en Lokaal-Limburg. Dit zijn samen met Noord-Brabant de enige twee provincies waar Forum voor Democratie deel uitmaakt van het college.
Commissaris van de Koning:
- Drenthe - Jetta Klijnsma
- Utrecht - Hans Oosters

### Gemeenten
In Nederland zijn circa zeventig burgemeesters van PvdA-huize. Enkele bekende namen zijn Ahmed Aboutaleb (Rotterdam), Ahmed Marcouch (Arnhem) en Jan Hamming (Zaanstad).
Na de gemeenteraadsverkiezingen van 2010 leverde de PvdA 1251 gemeenteraadsleden en 194 wethouders (stand april 2010). De partij doet in sommige gemeenten mee als onderdeel van een progressief samenwerkingsverband.

### Waterschappen
| Waterschap                                           | Zetels 2008 | Zetels 2015 | Zetels 2019 | Zetels 2023 |
| ---------------------------------------------------- | ----------- | ----------- | ----------- | ----------- |
| Hoogheemraadschap De Stichtse Rijnlanden             | 3           | 3           | 2           | 3           |
| Hoogheemraadschap Hollands Noorderkwartier           | 3           | 3           | 4           | 3           |
| Hoogheemraadschap van Delfland                       | 4           | 3           | 3           | 3           |
| Hoogheemraadschap van Rijnland                       | 4           | 3           | 3           | 4           |
| Hoogheemraadschap van Schieland en de Krimpenerwaard | 4           | 3           | 3           | 3           |
| Waterschap Aa en Maas                                | 3           | 2           | 3           | 2           |
| Waterschap Amstel, Gooi en Vecht                     | 3           | 5           | 4           | 6           |
| Waterschap Brabantse Delta                           | 2           | 2           | 2           | 2           |
| Waterschap De Dommel                                 | 3           | 4           | 3           | 3           |
| Waterschap Hollandse Delta                           | 3           | 2           | 2           | 2           |
| Waterschap Hunze en Aa's                             | 3           | 2           | 3           | 3           |
| Waterschap Noorderzijlvest                           | 3           | 2           | 3           | 3           |
| Waterschap Reest en Wieden****                       | 2           | 2           | -           | -           |
| Waterschap Rijn en IJssel                            | 4           | 3           | 4           | 4           |
| Waterschap Rivierenland                              | 3           | 3           | 3           | 3           |
| Waterschap Scheldestromen                            | -           | 2           | 2           | 2           |
| Waterschap Vallei en Eem**                           | 2           | -           | -           | -           |
| Waterschap Vallei en Veluwe                          | 1           | 3           | 2           | 2           |
| Waterschap Velt en Vecht***                          | 2           | -           | -           | -           |
| Waterschap Veluwe**                                  | 2           | -           | -           | -           |
| Waterschap Zeeuwse Eilanden*                         | 3           | -           | -           | -           |
| Waterschap Zeeuws-Vlaanderen*                        | 2           | -           | -           | -           |
| Wetterskip Fryslân                                   | 3           | 2           | 3           | 2           |
| Totaal                                               | 60 van 502  | 49 van 444  | 49 van 442  | 50 van 518  |

Een "-" in de tabel betekent dat de partij geen kandidatenlijst had ingediend.
* Sinds 1 januari 2011 samengevoegd tot Waterschap Scheldestromen. 

** Sinds 1 januari 2013 samengevoegd Waterschap Vallei en Veluwe. 

*** Sinds 1 januari 2014 samengevoegd tot Waterschap Vechtstromen. 

**** Sinds 1 januari 2016 samengevoegd tot Waterschap Drents Overijsselse Delta.
Bij de waterschapsverkiezingen van 2008 kon voor het eerst op lijsten in plaats van op personen gestemd worden. In een aantal waterschappen maakt de PvdA deel uit van de groen-rode coalitie Water Natuurlijk.